# Dự thẩm viên
Dự thẩm viên là một thẩm phán trong hệ thống tố tụng thẩm vấn phụ trách công tác điều tra các cáo buộc tội phạm và trong một số trường hợp đề nghị truy tố. Vai trò của dự thẩm viên tùy theo mỗi quốc gia. Nhiệm vụ và quyền hạn chung của dự thẩm viên gồm giám sát các cuộc điều tra hình sự, ban hành lệnh khám xét và lệnh tạm giam, quyết định cho phép nghe lén, thẩm vấn bị can, nhân chứng, xem xét bằng chứng và chuẩn bị hồ sơ vụ án.
Dự thẩm viên có vai trò quan trọng trong hệ thống tư pháp của Pháp và cũng là một phần của hệ thống tư pháp hình sự của Tây Ban Nha, Hà Lan, Bỉ và Hy Lạp. Vai trò của dự thẩm viên đã bị hạn chế theo thời gian. Từ cuối thế kỷ 20, một số quốc gia, bao gồm Thụy Sĩ, Đức, Bồ Đào Nha và Ý, bãi bỏ hoàn toàn chức danh dự thẩm viên và thành lập chức danh mới để đảm nhiệm một số trách nhiệm của dự thẩm viên.

## Vai trò
John Henry Merryman và Rogelio Pérez-Perdomo mô tả vai trò của dự thẩm viên trong hệ thống dân luật như sau:
Quy trình tố tụng hình sự điển hình trong thế giới dân luật có thể được chia thành ba giai đoạn cơ bản: khởi tố điều tra, truy tố và xét xử. Giai đoạn khởi tố điều tra do công tố viên chỉ đạo, người cũng tham gia tích cực vào giai đoạn truy tố do dự thẩm viên giám sát. Giai đoạn truy tố chủ yếu bằng văn bản và không công khai. Dự thẩm viên xác định tính chất và phạm vi của giai đoạn truy tố. Dự thẩm viên phải điều tra vụ việc một cách kỹ lưỡng và chuẩn bị một biên bản hoàn chỉnh để lập hồ sơ về tất cả các bằng chứng liên quan khi giai đoạn truy tố hoàn tất. Nếu dự thẩm viên kết luận rằng có sự việc phạm tội và bị can là thủ phạm thì sẽ truy tố bị can. Nếu dự thẩm viên kết luận rằng không có sự việc phạm tội hoặc bị can không phải là thủ phạm thì sẽ đình chỉ vụ án.

## So sánh với hệ thống thông luật
Dự thẩm viên có vai trò rất quan trọng tại các quốc gia dân luật áp dụng hệ thống tố tụng thẩm vấn như Pháp. Ngược lại, các quốc gia thông luật áp dụng hệ thống tố tụng tranh trụng như Anh và Hoa Kỳ không chức danh dự thẩm viên. Mối quan hệ chặt chẽ giữa dự thẩm viên và cảnh sát và công tố viên "có thể khiến dự thẩm viên thiên vị lợi ích lâu dài của nguyên cáo hơn lợi ích của bị cáo." Vấn đề này cũng được đề cập tại các quốc gia thông luật; trong khi mối quan tâm ở Hoa Kỳ là sự độc lập của luật sư bào chữa, mối quan tâm là ở Pháp sự độc lập của dự thẩm viên."
Giai đoạn điều tra được mô tả là "khía cạnh gây tranh cãi nhất của thủ tục tố tụng hình sự" của hệ thống dân luật vì "việc điều tra được tiến hành bí mật và kéo dài, dự thẩm viên có quyền hạn rộng lớn" và "tồn tại nguy cơ dự thẩm viên lạm quyền khi dự thẩm viên làm việc bí mật và giam giữ bị can trong thời gian dài".
Một số nhà bình luận cho rằng dự thẩm viên có vai trò tương tự vai trò của đại bồi thẩm đoàn trong hệ thống thông luật. Học giả George C. Thomas III nhận xét rằng đại bồi thẩm đoàn theo luật pháp Hoa Kỳ có chức năng điều tra hiệu quả nhưng lại thiếu chức năng sàng lọc vì theo án lệ của Tòa án Tối cao Hoa Kỳ, công tố viên không có nghĩa vụ phải trình bày bằng chứng giải tội cho đại bồi thẩm đoàn. Ngược lại, dự thẩm viên theo hệ thống của Pháp hoạt động như một điều tra viên và hội đồng truy tố hoạt động như một cơ quan sàng lọc có trách nhiệm xác minh căn cứ truy tố.

## Theo quốc gia
Ở châu Âu, dự thẩm viên không còn được trọng dụng như trước. Tây Ban Nha, Pháp, Croatia, Hà Lan, Bỉ và Hy Lạp vẫn duy trì chức danh dự thẩm viên nhưng hạn chế vai trò của dự thẩm viên theo hướng chỉ cho phép dự thẩm viên tiến hành điều tra "các tội nghiêm trọng hoặc các trường hợp nhạy cảm" hoặc để dự thẩm viên chia sẻ trách nhiệm với công tố viên. Thụy Sĩ, Đức, Bồ Đào Nha và Ý đều đã bãi bỏ chức danh dự thẩm viên.

### Pháp
Ở Pháp, chức danh dự thẩm viên (juge d'instruction) được thiết lập kể từ giữa thế kỷ 19 và thủ tục điều tra sơ bộ là một phần của hệ thống tư pháp sớm nhất là từ thế kỷ 17. Quyền hạn của dự thẩm viên từng rộng đến mức nhà văn Honoré de Balzac gọi dự thẩm viên là "người đàn ông quyền lực nhất ở Pháp" vào thế kỷ 19.
Tuy nhiên, quyền hạn của dự thẩm viên sau đó bị hạn chế do những cải cách được Bộ trưởng Tư pháp Robert Badinter tiến hành từ năm 1985 đến thập niên 2000.
Hiện tại, dự thẩm viên là một trong bốn ngạch thẩm phán của Pháp cùng với thẩm phán xử án (magistrats de siège), thẩm phán công tố (magistrats debout) và thẩm phán hành chính, hoạch định chính sách của Bộ Tư pháp. Dự thẩm viên do tổng thống bổ nhiệm theo đề nghị của Bộ Tư pháp. Dự thẩm viên có nhiệm kỳ ba năm và có thể được tái bổ nhiệm.
Một dự thẩm viên khởi tố vụ án theo lệnh của công tố viên hoặc theo yêu cầu của một công dân. Dự thẩm viên có quyền ban hành thư yêu cầu tương trợ tư pháp, thu giữ bằng chứng cần thiết, triệu tập người làm chứng và yêu cầu chuyên gia làm chứng tại phiên điều trần.

### Tây Ban Nha
Ở Tây Ban Nha, dự thẩm viên (juez de instrucción) là người đứng đầu văn phòng dự thẩm viên (juzgado de instrucción), phụ trách công tác điều tra "tất cả các vụ án hình sự xảy ra tại khu vực của mình, ngoại trừ những vụ án thuộc thẩm quyền của Tòa án Quốc gia hoặc khi tòa án khác có thẩm quyền theo nguyên tắc ratione personae." Ngoài ra, dự thẩm viên có thẩm quyền xét xử các vụ án về tội nhẹ.
Một trong những dự thẩm viên nổi tiếng nhất của Tây Ban Nha là Baltasar Garzón, một nhân vật gây tranh cãi chuyên điều tra các vụ án tham nhũng và vi phạm nhân quyền cấp cao. Năm 1998, Garzón sử dụng học thuyết thẩm quyền phổ quát để ban hành lệnh bắt giữ nhà độc tài Chile Augusto Pinochet tại Luân Đôn. Garzón cũng chỉ đạo một cuộc điều tra về Khủng bố Trắng trong Nội chiến Tây Ban Nha (mặc dù có Luật Đại xá 1977) và những vi phạm nhân quyền vào thời Franco. Năm 2012, Garzón bị kết tội nghe lén trái pháp luật và bị đình chỉ chức vụ trong 11 năm.

### Andorra
Năm 2018, một dự thẩm viên tại Andorra ban hành cáo trạng truy tố 28 người về tội rửa tiền, bao gồm cả các cựu quan chức Venezuela.

### Bỉ và Hà Lan
Dự thẩm viên ở Bỉ điều tra 5% số vụ việc và dự thẩm viên ở Hà Lan điều tra 2% số vụ việc.
Ở Bỉ, công tố viên thường quyết định khởi tố vụ án hình sự và ban hành lệnh triệu tập nghi phạm ra tòa. Tuy nhiên, trong "những vụ án nghiêm trọng hoặc phức tạp", công tố viên có thể giao dự thẩm viên (onderzoeksrechter hoặc juge d'instruction) điều tra vụ án, là một thẩm phán độc lập của tòa sơ thẩm. Dự thẩm viên có quyền thẩm vấn nghi phạm (nhưng không được lấy lời khai), phỏng vấn nhân chứng và ban hành lệnh khám xét, lệnh tạm giam. Dự thẩm viên gửi kết quả điều tra đến tòa án để tòa án quyết định đình chỉ vụ án, truy tố bị can hoặc gửi vụ án đến tòa án khác trong một số trường hợp nhất định. Khác với những quốc gia khác, dự thẩm viên của Bỉ kiêm nhiệm chức vụ thẩm phán và cảnh sát tư pháp.
Ở Hà Lan, chức danh dự thẩm viên được thành lập vào năm 1926 và quyền hạn của dự thẩm viên được tăng cường vào năm 1999. Công tố viên Hà Lan phụ trách giám sát điều tra hình sự và đảm bảo "tính hợp pháp, công bằng và liêm chính" của cuộc điều tra và các thủ tục tiền xét xử. Ngoài vai trò điều tra, dự thẩm viên cũng có nhiệm vụ xem xét tính hợp pháp của việc bắt giữ và tạm giam. Dự thẩm viên xem xét yêu cầu của công tố viên về việc sử dụng một số kỹ thuật điều tra đặc biệt mang tính xâm phạm. Đối với các kỹ thuật điều tra xâm phạm nhất, chẳng hạn như nghe lén điện thoại hoặc những hoạt động nghe lén hợp pháp khác, yêu cầu của công tố viên phải được dự thẩm viên phê chuẩn.

### Mỹ Latinh
Ở Mỹ Latinh, một dự thẩm viên phụ trách giai đoạn điều tra (sumario hoặc instrucción) của thủ tục tố tụng hình sự trước giai đoạn truy tố và xét xử (plenario). Dự thẩm viên phỏng vấn nhân chứng, thẩm vấn bị can, xem xét bằng chứng, lập hồ sơ vụ án và đề nghị thẩm phán xử án truy tố hoặc thả bị can. Chile, Paraguay, Uruguay và Venezuela từng "không phân biệt giữa dự thẩm viên, người phụ trách công tác điều tra, và thẩm phán, người phụ trách xét xử." Ví dụ: ở Chile, dự thẩm viên từng kiêm nhiệm ba vai trò là điều tra, xét xử và tuyên án.
Đến cuối thế kỷ 20, hầu hết các nước Mỹ Latinh bãi bỏ giai đoạn điều tra theo Đức. Năm 1998, Venezuela quy định giai đoạn điều tra phải công khai và tăng cường quyền bào chữa của bị can, bị cáo. Từ năm 2005, Chile bảo đảm nguyên tắc trang tụng trong hệ thống tố tụng, chuyển giao nhiều trách nhiệm của dự thẩm viên cho công tố viên và tách biệt vai trò tư pháp và điều tra. Tuy nhiên, dự thẩm viên vẫn tiếp tục phụ trách các cuộc điều tra về vi phạm nhân quyền ở Chile vào thời Augusto Pinochet ở giai đoạn đầu.

### Hy Lạp
Ở Hy Lạp, dự thẩm viên phụ trách phỏng vấn nhân chứng, ban hành lệnh bắt giữ, xem xét bằng chứng và gửi hồ sơ vụ án đến công tố viên, người quyết định truy tố.

### Quốc gia đã bãi bỏ chức danh dự thẩm viên

#### Ý
Ý bãi bỏ chức danh dự thẩm viên vào năm 1989 trong quá trình cải cách Bộ luật tố tụng hình sự Ý. Quyền hạn điều tra của dự thẩm viên được giao cho công tố viên, một chức danh thuộc ngạch thẩm phán ở Ý. Quyền hạn giám sát của dự thẩm viên được giao cho chức danh thẩm phán điều tra sơ bộ mới được thành lập với các nhiệm vụ cụ thể, bao gồm ban hành lệnh khám xét, lệnh tạm giam và quyết định cho phép nghe lén. Việc bãi bỏ chức danh dự thẩm viên "đánh dấu sự thay đổi so với hệ thống pháp luật thẩm vấn của Pháp một phần theo hướng tranh tụng"; ngoài ra, cải cách năm 1989 quy định việc thẩm vấn chéo và đàm phán giữa nguyên cáo và bị cáo nhưng vẫn duy trì một số yếu tố của dân luật.

#### Thụy Sĩ

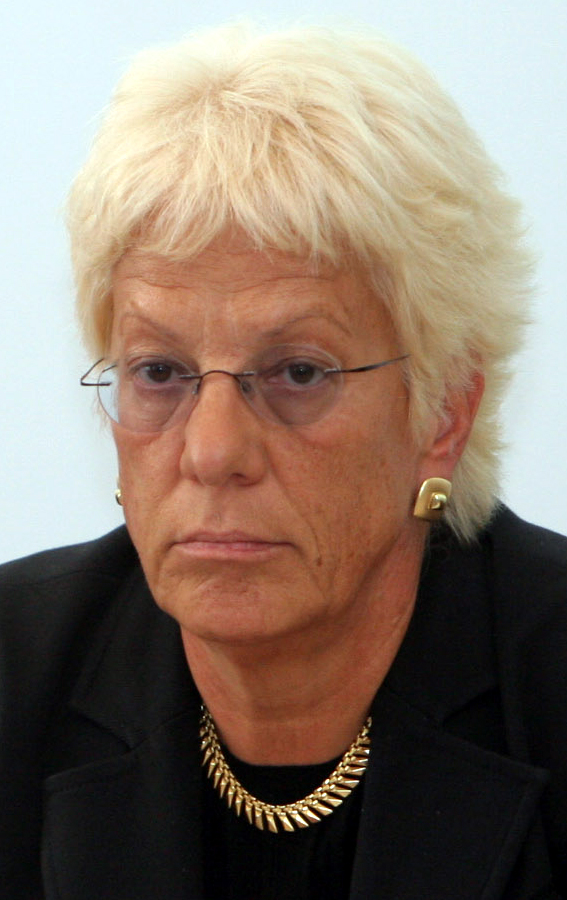
Carla Del Ponte

Trước năm 2011, Thụy Sĩ áp dụng bốn mô hình điều tra khác nhau: mô hình dự thẩm viên I và II (Untersuchungsrichtermodell) và mô hình công tố viên I và II (Staatsanwaltschaftsmodell). Các bang của Thụy Sĩ áp dụng các mô hình khác nhau. Theo mô hình dự thẩm viên I, một dự thẩm viên độc lập chỉ đạo trực tiếp cuộc điều tra của cảnh sát và công tố viên chỉ là một bên trong vụ án. Theo mô hình dự thẩm viên II, dự thẩm viên và công tố viên cùng thực hiện các thủ tục tố tụng tiền xét xử, dự thẩm viên không hoạt động độc lập mà phải chấp hành chỉ thị của công tố viên. Theo mô hình công tố viên I giống như hệ thống tố tụng của Pháp, công tố viên trước tiên chỉ đạo cuộc điều tra của cảnh sát tư pháp rồi gửi hồ sơ đến dự thẩm viên độc lập, dự thẩm viên tiến hành thẩm tra và trả kết quả thẩm tra cùng hồ sơ vụ án cho công tố viên, người quyết định truy tố hoặc đình chỉ vụ án. Theo mô hình công tố viên II, không có dự thẩm viên và công tố viên là người phụ trách điều tra, thẩm tra và quyết định truy tố bị can.
Năm 2011, Bộ luật tố tụng hình sự Thụy Sĩ có hiệu lực, áp dụng mô hình công tố viên II trên cả nước và bãi bỏ chức danh dự thẩm viên vốn tồn tại trước đó ở một số bang.
Một trong những dự thẩm viên nổi tiếng của Thụy Sĩ là Carla Del Ponte, người phụ trách điều tra về tội phạm Mafia Sicilia. Del Ponte sau đó được bổ nhiệm làm công tố viên, rồi là tổng chưởng lý liên bang, trước khi trở thành công tố viên trưởng của Tòa án Hình sự Quốc tế về Nam Tư cũ và Tòa án Hình sự Quốc tế Rwanda.

#### Quốc gia khác
Ba Lan từng có chức danh dự thẩm viên. Ví dụ: để chuẩn bị cho phiên tòa Auschwitz, dự thẩm viên người Ba Lan Jan Sehn điều tra những hành động tàn bạo của Đức Quốc Xã tại trại tập trung Auschwitz. Năm 1949, ngành tư pháp Ba Lan được cải tổ theo đường lối của Liên Xô và chức danh dự thẩm viên bị bãi bỏ.
Tây Đức bãi bỏ chức danh dự thẩm viên vào năm 1974. Bồ Đào Nha bãi bỏ chức danh dự thẩm viên vào năm 1987.

## Trong văn hóa đại chúng
Bộ phim Z năm 1969 có một nhân vật dự thẩm viên dựa trên Christos Sartzetakis.

### Sách
- Anderson, Malcolm (2011). In Thrall to Political Change: Police and Gendarmerie in France. Oxford University Press. ISBN 9780199693641. OCLC 906084292.
- Bachmaier, Lorena; García, Antonio del Moral (2010). Criminal Law in Spain. Wolters Kluwer. ISBN 9789041132956. OCLC 963549186.[liên kết hỏng]
- Ballin, Marianne F.H. Hirsch (2012). Anticipative Criminal Investigation: Theory and Counterterrorism Practice in the Netherlands and the United States. T.M.C. Asser Press. ISBN 9789067049481. OCLC 876005886.
- Châtel, Marc (1982). John A. Andrews (biên tập). Human Rights and Belgian Criminal Procedure at Pre-Trial and Trial Level. Human Rights in Criminal Procedure: A Comparative Study. Martinus Nijhoff Publishers. ISBN 9024725526. OCLC 848268259.
- Cole, Alistair (2015). French Politics and Society . Routledge. ISBN 9781317376958. OCLC 984993770.
- Collins, Cath (2010). Post-transitional Justice: Human Rights Trials in Chile and El Salvador. Penn State University Press.
- Dammer, Harry R.; Albanese, Jay S. (2011). Comparative Criminal Justice Systems (ấn bản thứ 4). Cengage Learning. ISBN 9780495812708. OCLC 741932781.
- Del Ponte, Carla (2009). Madame Prosecutor: Confrontations with Humanity's Worst Criminals and the Culture of Impunity . Other Press. ISBN 9781590515372.
- Fenyk, Jaroslav (tháng 11 năm 2000). "Reflections on Development of the Authorities of Public Prosecution and on Importance of Some Principles of Criminal Procedure" in the European Democracies, in What Public Prosecution in Europe in the 21st Century. Proceedings of the Pan-European Conference, Strasbourg, 22–24 May 2000, Council of Europe. ISBN 9287144729. OCLC 604386710.
- Fairchild, Erika (1993). Comparative Criminal Justice Systems. Wadsworth. ISBN 9780534129965. OCLC 26400250.
- Franken, Stijn (2012). M.S. Groenhuijsen; Tijs Kooijmans (biên tập). "The Judge in the Pre-Trial Investigation" in The Reform of the Dutch Code of Criminal Procedure in Comparative Perspective. Martinus Nijhoff Publishers. ISBN 9789004232594. OCLC 812174481.
- Gilliéron, Gwladys (2014). Public Prosecutors in the United States and Europe: A Comparative Analysis with Special Focus on Switzerland, France, and Germany. Springer International. ISBN 9783319045030. OCLC 918792441.
- Jacob, Herbert (1996). Courts, Law, and Politics in Comparative Perspective. Yale University Press. ISBN 9780300063790. OCLC 318372322.
- Karst, Kenneth L.; Rosenn, Keith S. (1975). Law and Development in Latin America: A Case Book. University of California Press. ISBN 9780520029552. OCLC 848182780.
- Langbein, Hermann (2005). People in Auschwitz. Harry Zohn biên dịch. University of North Carolina Press. ISBN 9781469628370. OCLC 919104117. Lưu trữ bản gốc ngày 14 tháng 1 năm 2023. Truy cập ngày 15 tháng 12 năm 2017.
- Maffei, Stefano; Merzagora Betsos, Isabella (2010). Graeme R. Newman (biên tập). "Italy" in Crime and Punishment Around the World. Quyển 4 (Europe). ABC-CLIO. ISBN 9780313351334. OCLC 878812767.
- Merryman, John Henry; Pérez-Perdomo, Rogelio (2007). The Civil Law Tradition: An Introduction to the Legal Systems of Europe and Latin America . Stanford University Press. ISBN 9781503606814. OCLC 1029071232.
- Mauricio, Duce; Pérez-Perdomo, Rogelio (2003). H. Hugo Frühling; Joseph S. Tulchin; Heather Golding (biên tập). "Citizen Security and Reform of the Criminal Justice System in Latin America" in Crime and Violence in Latin America: Citizen Security, Democracy, and the State. Woodrow Wilson Center Press/Johns Hopkins University Press. ISBN 9780801873836. OCLC 981363951.
- Pesquié, Brigitte (2002). Mireille Delmas-Marty; J.R. Spencer (biên tập). "The Belgian System" in European Criminal Procedures. Cambridge University Press. ISBN 9780521678483. OCLC 850972090.
- Paczkowski, Andrzej (2010). Spring Will Be Ours: Poland and the Poles from Occupation to Freedom. Jane Cave biên dịch. Pennsylvania State University Press. ISBN 9780271023083. OCLC 59286551.
- Salas, Denis (2002). Mireille Delmas-Marty; J.R. Spencer (biên tập). "The Role of the Judge" in European Criminal Procedures. Cambridge University Press. ISBN 9780521678483. OCLC 850972090.
- Skaar, Elin (2011). Judicial Independence and Human Rights in Latin America: Violations, Politics, and Prosecution. Palgrave Macmillan.
- Terrill, Richard J. (2016). World Criminal Justice Systems: A Comparative Survey (ấn bản thứ 9). Routledge. ISBN 9781138940864. OCLC 952931856.
- Thomas III, George C. (2008). The Supreme Court on Trial: How the American Justice System Sacrifices Innocent Defendants. University of Michigan Press. ISBN 9780472034833. OCLC 741563460.
- Truscott, Sandra; García, Maria (1998). Dictionary of Contemporary Spain. Routledge. ISBN 9781136595028. OCLC 962061312.
- Ungar, Mark (2002). Elusive Reform: Democracy and the Rule of Law in Latin America. Lynne Rienner Publishers.
- Veremēs, Thanos; Dragoumēs, Markos (1995). "Justice, Administration of" in Historical Dictionary of Greece. Scarecrow Press. ISBN 9780810828889. OCLC 468714464.
- Vogler, Richard (2005). A World View of Criminal Justice . Ashgate Publishing. ISBN 9780754624677. OCLC 61425669.